# Katrin Werner

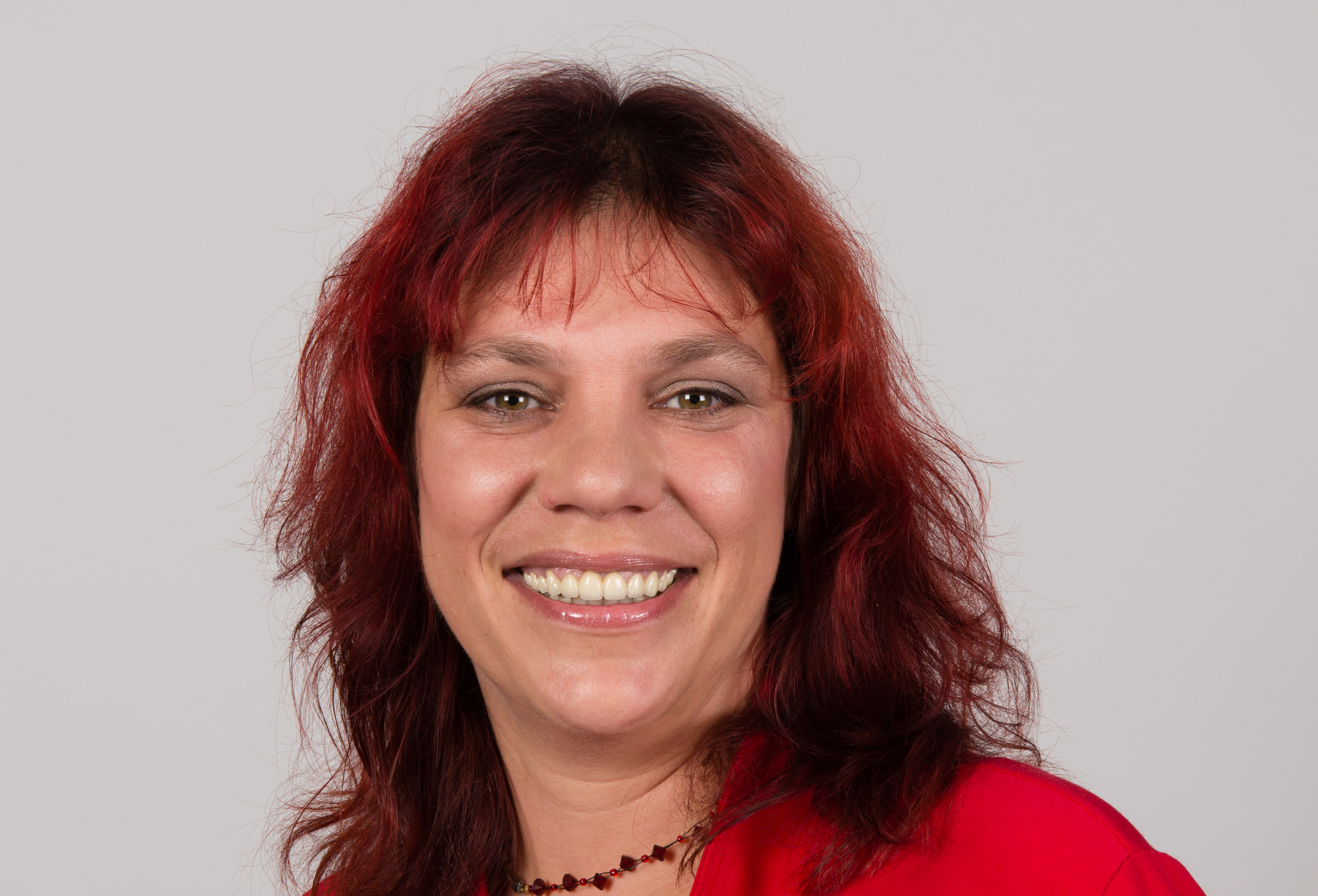
Katrin Werner (2014)

Katrin Werner (* 25. Mai 1973 in Berlin) ist eine deutsche Politikerin der Partei Die Linke. Sie war von 2009 bis 2021 Mitglied des Deutschen Bundestages.

## Politische Laufbahn
Vor der Gründung der Partei Die Linke war Werner Mitglied der beiden Vorgängerparteien: der Partei des Demokratischen Sozialismus (PDS) (seit 2005) und der Wahlalternative Soziale Gerechtigkeit (WASG) (seit 2006). Sie ist Mitglied der Gewerkschaft ver.di.
Nach den Bundestagswahlen am 27. September 2009 zog sie erstmals in den Deutschen Bundestag ein und gehört diesem in der 17. Wahlperiode an. Sie war Direktkandidatin im Wahlkreis 204 und bekam dort 8,6 Prozent der Erststimmen. Den Einzug in den Bundestag schaffte sie über Listenplatz 3 der Landesliste ihrer Partei in Rheinland-Pfalz. Dort amtierte sie bis zum Parteitag im November 2010 auch als Stellvertretende Landesvorsitzende. Seit August 2009 ist sie als Nachrückerin Mitglied im Stadtrat von Trier. Als Schwerpunkte ihrer politischen Arbeit sieht sie Kinderrechte und Arbeitsmarktpolitik. Am 8. März 2010 trat sie aufgrund persönlicher Differenzen mit ihrem Fraktionskollegen Dr. Johannes Verbeek aus der Stadtratsfraktion der Trierer Linkspartei aus, behielt jedoch ihr Mandat.
Am 19. März 2010 kündigte Werner über die regionale Presse an, mit Verbeek wieder eine Fraktion im Trierer Stadtrat gründen zu wollen. Im Juli 2010 wurde sie als Kreisvorsitzende wiedergewählt. Seit dem 24. November 2012 gehört sie dem vierköpfigen Sprecherrat der LINKEN Rheinland-Pfalz an.
Seit Januar 2017 ist sie Mitglied im Bundessprecherinnenrat der Sozialistischen Linken.
In der 17. Wahlperiode war Werner Mitglied im Menschenrechtsausschuss des Deutschen Bundestages. Im Februar 2010 initiierte sie eine Kleine Anfrage zwecks einer klaren Stellungnahme der Bundesregierung zum Völkermord an den Armeniern. Die Antwort der Bundesregierung kommentierte sie als „Flucht vor politischer Verantwortung“. Die Haltung der Bundesregierung zeuge von Geschichtsvergessenheit und politischer Verantwortungslosigkeit.
Bei der Bundestagswahl 2013 war Werner Direktkandidatin im Bundestagswahlkreis Trier. Sie kam auf 5,5 Prozent der Erststimmen. Über Platz 2 der Landesliste zog sie erneut in den Bundestag ein. Dort war sie Behindertenpolitischen Sprecherin der Fraktion Die Linke im Bundestag.
Bei der Bundestagswahl 2017 errang sie im Wahlbezirk 203 – Trier 6,6 % der Erststimmen und zog erneut über Listenplatz 2 in den Bundestag ein.
Im 19. Bundestag ist sie Sprecherin ihrer Fraktion für Familien- und Seniorenpolitik sowie für bürgerschaftliches Engagement. Sie ist ordentliches Mitglied im Ausschuss für Familie, Senioren, Frauen und Jugend und im Unterausschuss „Bürgerschaftliches Engagement“, dessen stellvertretende Vorsitzende Werner ist. Des Weiteren ist sie Schriftführerin des Bundestages und stellvertretendes Mitglied der Kinderkommission. Sie ist zudem stellvertretende Vorsitzende der Parlamentariergruppe Benelux, sowie der Deutsch-Österreichischen Parlamentariergruppe.
Für die Bundestagswahl 2021 wurde Katrin Werner gegen Annette Vollmar (Kreisverband Koblenz) mit 53,2 Prozent der Stimmen auf den Listenplatz 2 gewählt, erhielt jedoch kein Abgeordnetenmandat.

## Kritik
Parteiintern gibt es seit mehreren Jahren Auseinandersetzungen zwischen Werner und anderen Personen des Landesverbandes.
So verfasste Roger Mallmenn, zu dem Zeitpunkt Kreisvorsitzender im Rhein-Hunsrück-Kreis, 2016 einen Brief, in dem er den Landesverband mit der Mafia verglich und die Niederlegung seiner Parteiämter verkündet. Inhaltlich geht es u. a. um die fehlende Trennung von Parteiamt und Mandat, die auch Alexandra Erikson (KV Rhein-Hunsrück) und Wolfgang Ferner, ehemalige Landes-Co-vorsitzende, bei Werner und Alexander Ulrich (beide Mitglied des  Bundestags) bereits 2012 bemängeln. Werner und Ulrich kritisierten den Führungsstil von Erikson und Ferner als unzureichend für zukünftige Wahlgewinne: „Sie versuchen, aus ihren Möglichkeiten das Beste zu machen.“ Rolf Seyditz vom  Trierischen Volksfreund interpretiert diese Aussage Werners damit, dass bei einer „solche[n] Formulierung in einem Arbeitszeugnis [...] sich der Arbeitnehmer eine weitere Bewerbung getrost sparen [kann].“
Kritik kam 2016 außerdem vom damaligen Koblenzer Kreisverbandsvorsitzenden Christian Hirkes, dem die damaligen Landesvorsitzenden (Werner und Ulrich) parteischädigendes Verhalten vorwarfen. Hirkes beschuldigte wiederum Werner und Ulrich der unlauteren Einflussnahme in der Partei.

## Privates
Werner wuchs in der Nähe von Pasewalk auf, ihre Eltern arbeiteten für die Nationale Volksarmee. Nach der Wiedervereinigung Deutschlands absolvierte sie in Birkenfeld eine Ausbildung zur Einzelhandelskauffrau. Seit 2003 wohnt sie in Trier. Ihr höchster Schulabschluss ist das Abitur. Sie ist nicht verheiratet und hat eine Tochter. Ihr Hobby ist das Schachspiel.

## Belege
1. ↑  Dieter Lintz: Am Ende nur noch Rosenkrieg. In: volksfreund.de. Trierischer Volksfreund, 8. März 2010, abgerufen am 3. November 2019.
2. ↑  Marcus Hormes: Linksfraktion: Katrin Werner will zurück. In: volksfreund.de. Trierischer Volksfreund, 19. März 2010, abgerufen am 3. November 2019.
3. ↑  Marcus Hormes: Linke: Trier-Saarburger Kreisverband mit Katrin Werner als Solo-Spitze. In: volksfreund.de. Trierischer Volksfreund, 7. Juli 2010, abgerufen am 3. November 2019.
4. ↑  Bundessprecher/innenrat. Abgerufen am 8. Juni 2019.
5. ↑  Mitgliederversammlung der Sozialistischen Linken 2019. Abgerufen am 8. Juni 2019.
6. ↑  Mitgliederversammlung der Sozialistischen Linken 2017. Archiviert vom Original (nicht mehr online verfügbar) am 8. Juni 2019; abgerufen am 8. Juni 2019.  Info: Der Archivlink wurde automatisch eingesetzt und noch nicht geprüft. Bitte prüfe Original- und Archivlink gemäß Anleitung und entferne dann diesen Hinweis.
7. ↑  Matthias Meisner: Armenier: Regierung versteckt sich hinter Historikern. In: tagesspiegel.de. 1. März 2010, abgerufen am 3. November 2019.
8. ↑  Wahlkreisergebnis Wahlkreis 204 - Trier, abgerufen am 3. November 2019
9. ↑  Gewählte Landeslistenbewerber Rheinland-Pfalz (Memento vom 16. Oktober 2015 im Internet Archive)
10. ↑  SprecherInnen. Fraktion DIE LINKE. im Bundestag, archiviert vom Original am 28. Februar 2017; abgerufen am 28. April 2017.
11. ↑  Landesliste. Abgerufen am 8. Juni 2019.
12. ↑  Ergebnisse Trier – Der Bundeswahlleiter. Abgerufen am 8. Juni 2019.
13. ↑  SprecherInnen. Fraktion DIE LINKE. im Bundestag, abgerufen am 3. November 2019.
14. ↑  Katrin Werner. Deutscher Bundestag, abgerufen am 3. November 2019.
15. ↑  Deutscher Bundestag - Abgeordnete. Abgerufen am 10. Februar 2021.
16. ↑  Linke zieht mit Alexander Ulrich in den Bundestagswahlkampf
17. ↑  Gewählte 'W' - Der Bundeswahlleiter. Abgerufen am 27. September 2021.
18. ↑  Rheinpfalz (12.01.2016): Streit bei den Linken
19. ↑  Seydewitz, R. (Trierischer Volksfreund) (14.11.2012): Führungsstreit: Werner fordert Ferner heraus
20. ↑  Rheinpfalz (17.10.2016): Linke im Land streiten sich erneut vor Gericht
21. ↑  Ziel: Durchstarten in der zweiten Wahlperiode, Trierischer Volksfreund, 12. September 2013

| Personendaten    | Personendaten                         |
| ---------------- | ------------------------------------- |
| NAME             | Werner, Katrin                        |
| KURZBESCHREIBUNG | deutsche Politikerin (Die Linke), MdB |
| GEBURTSDATUM     | 25. Mai 1973                          |
| GEBURTSORT       | Berlin                                |